# Masanori Hikichi
Masanori Hikichi (né le 30 octobre 1969) est un compositeur japonais de musiques de jeu vidéo.

## Travaux
- Ys IV: Mask of the Sun (1992)
- EVO: Search for Eden (1993)
- Dr. Robotnik's Mean Bean Machine (1993)
- Terranigma (1996)
- The Granstream Saga (1997)